# Hecken (Hellenthal)
Hecken ist ein Ortsteil der Gemeinde Hellenthal im Kreis Euskirchen, Nordrhein-Westfalen.
Der Ortsteil liegt in der Nähe der Grenze zur Gemeinde Kall. Durch den Ort führt die Kreisstraße 16. Am Ortsrand fließen zwei Bäche, nämlich nördlich der Manscheider Bach und westlich der Hergelbach.
Von Hellenthal aus fahren die Busse der RVK mit der VRS-Linie 837 nach Hecken, überwiegend als TaxiBusPlus nach Bedarf.
| Linie | Verlauf |
| ----- | --- |
| 837   | MiKE (außer im Schülerverkehr): Hellenthal Busbf – Blumenthal – Dommersbach – Kammerwald – Reifferscheid – (Zingscheid –) Wiesen – Manscheid – (Bungenberg –) Winten – (Heiden –) Unterschömbach – Oberschömbach – Kreuzberg – Hecken (– Paulushof) |

Im Dorf gibt es einen Musikverein und ein Arabergestüt. 
Die sogenannte "Alte Schule" beherbergt die Räumlichkeiten für den Jugendraum, den Musikverein und die Räumlichkeiten, welche u.a für den Seniorentreffen benutzt werden.
Hecken gehörte ursprünglich zur Gemeinde Wahlen. Am 1. Juli 1969 wurde Wahlen nach Kall eingemeindet. Am 1. Januar 1972 wurde Hecken mit weiteren Ortschaften, die früher der Gemeinde Wahlen angehört haben, nach Hellenthal umgegliedert.

Hecken
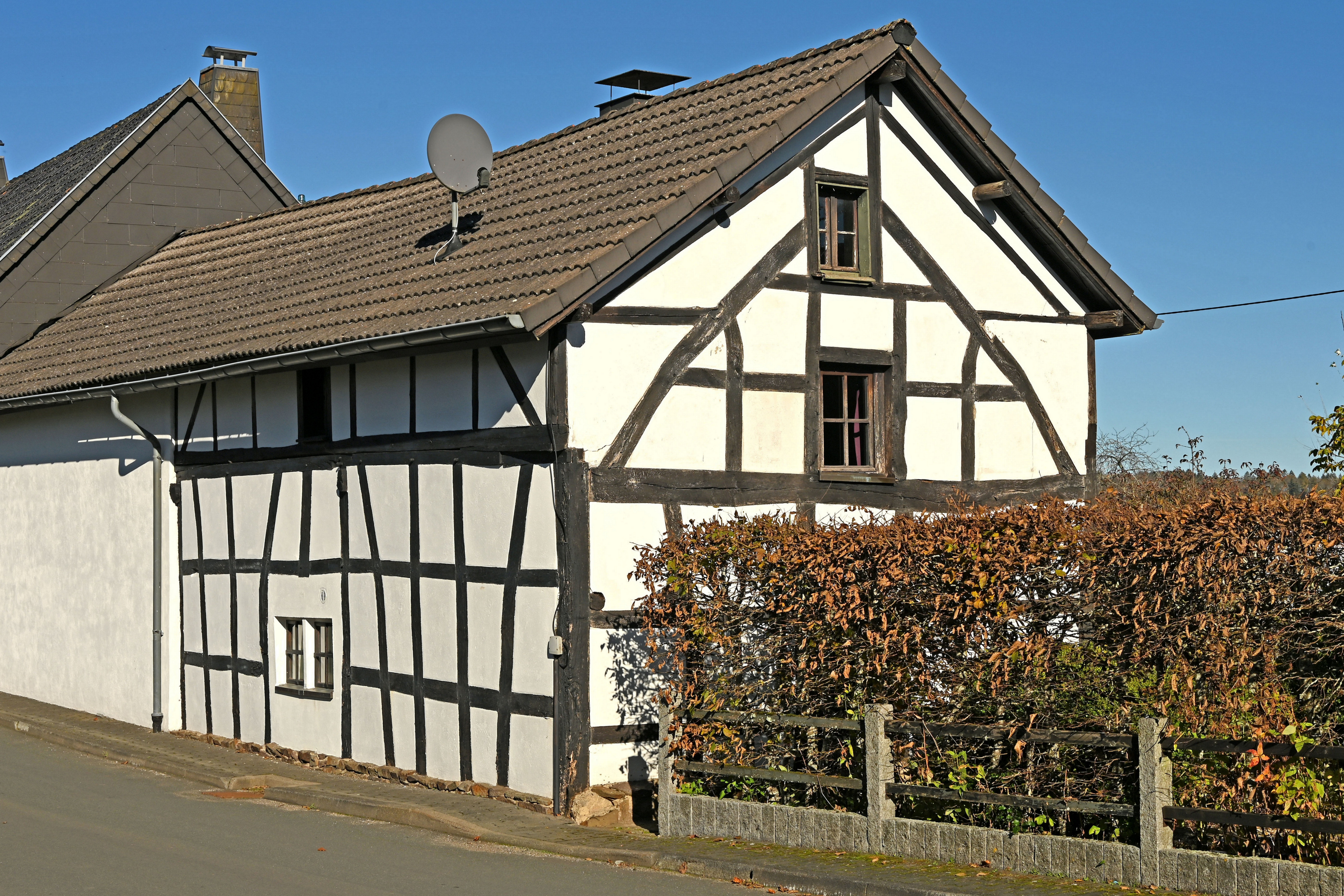
Fachwerkhaus
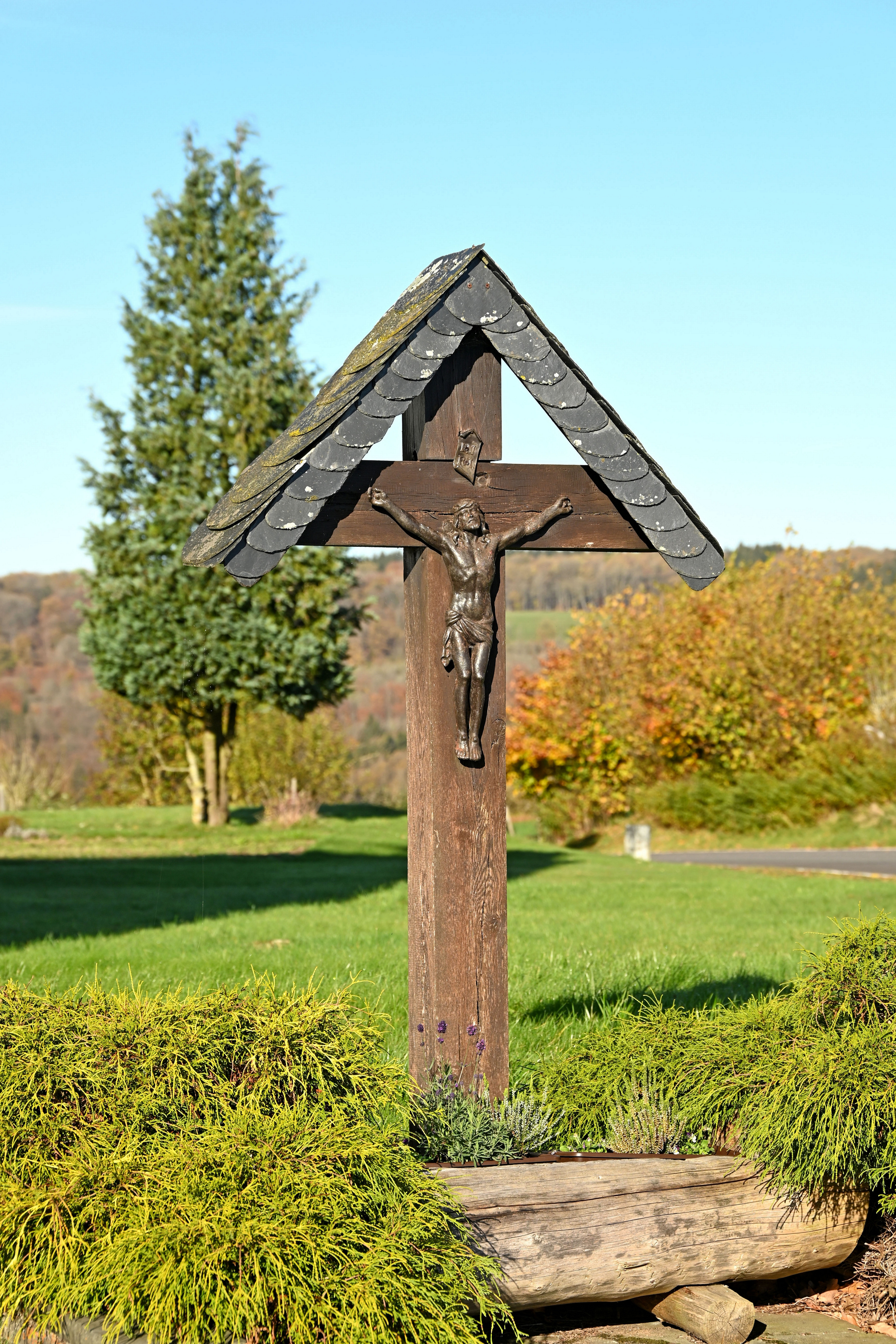
Dorfkreuz
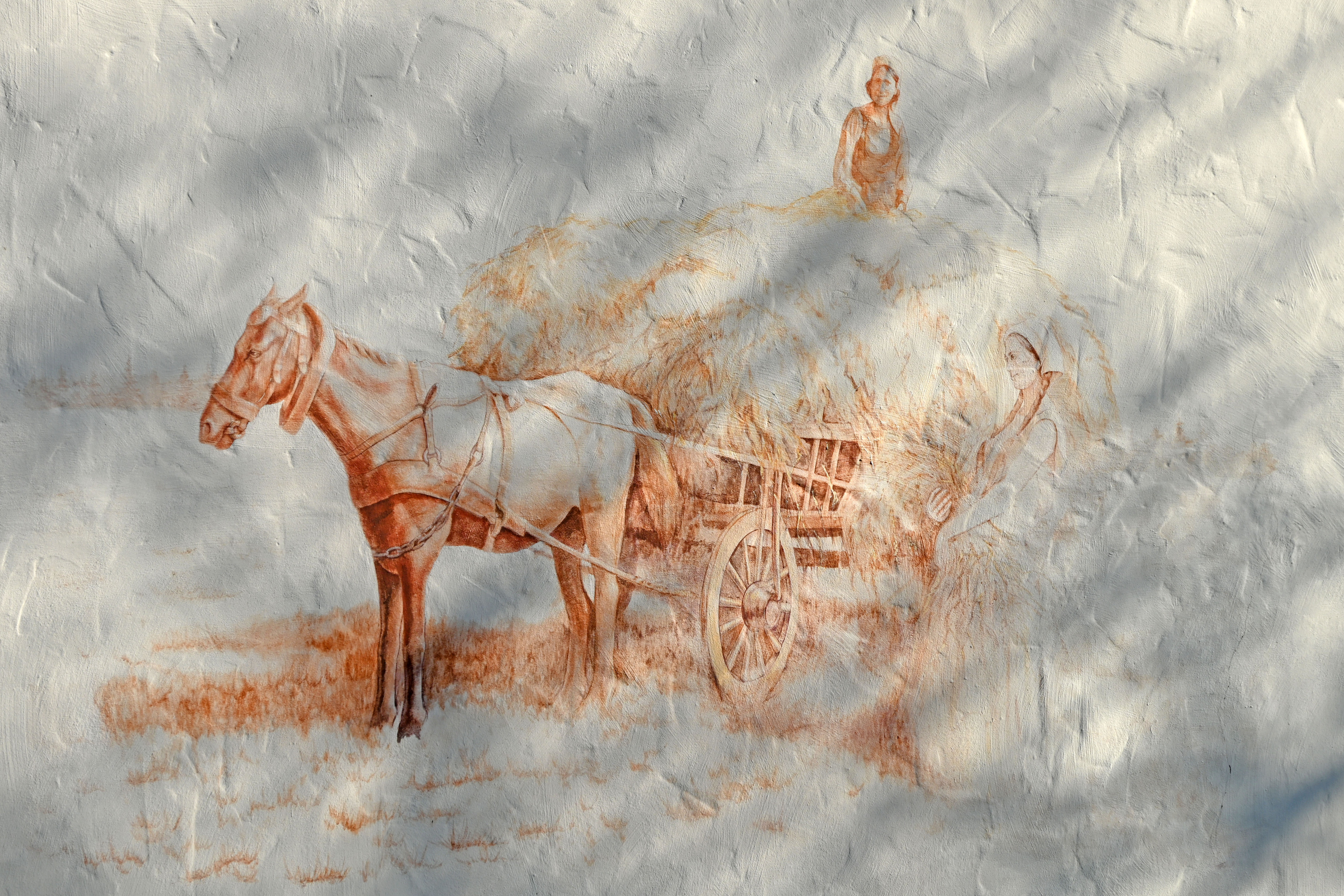
Wandmalerei
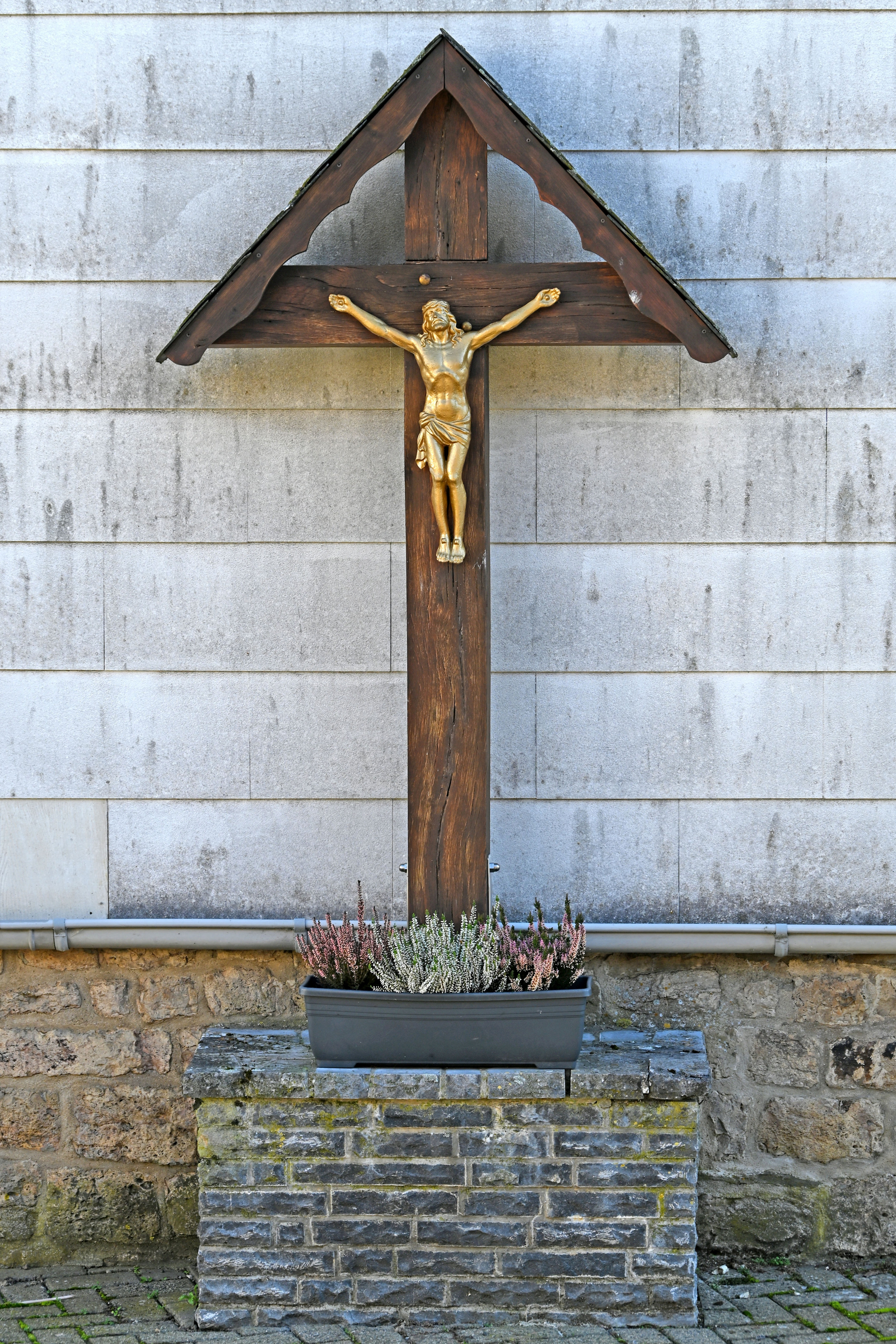
Dorfkreuz
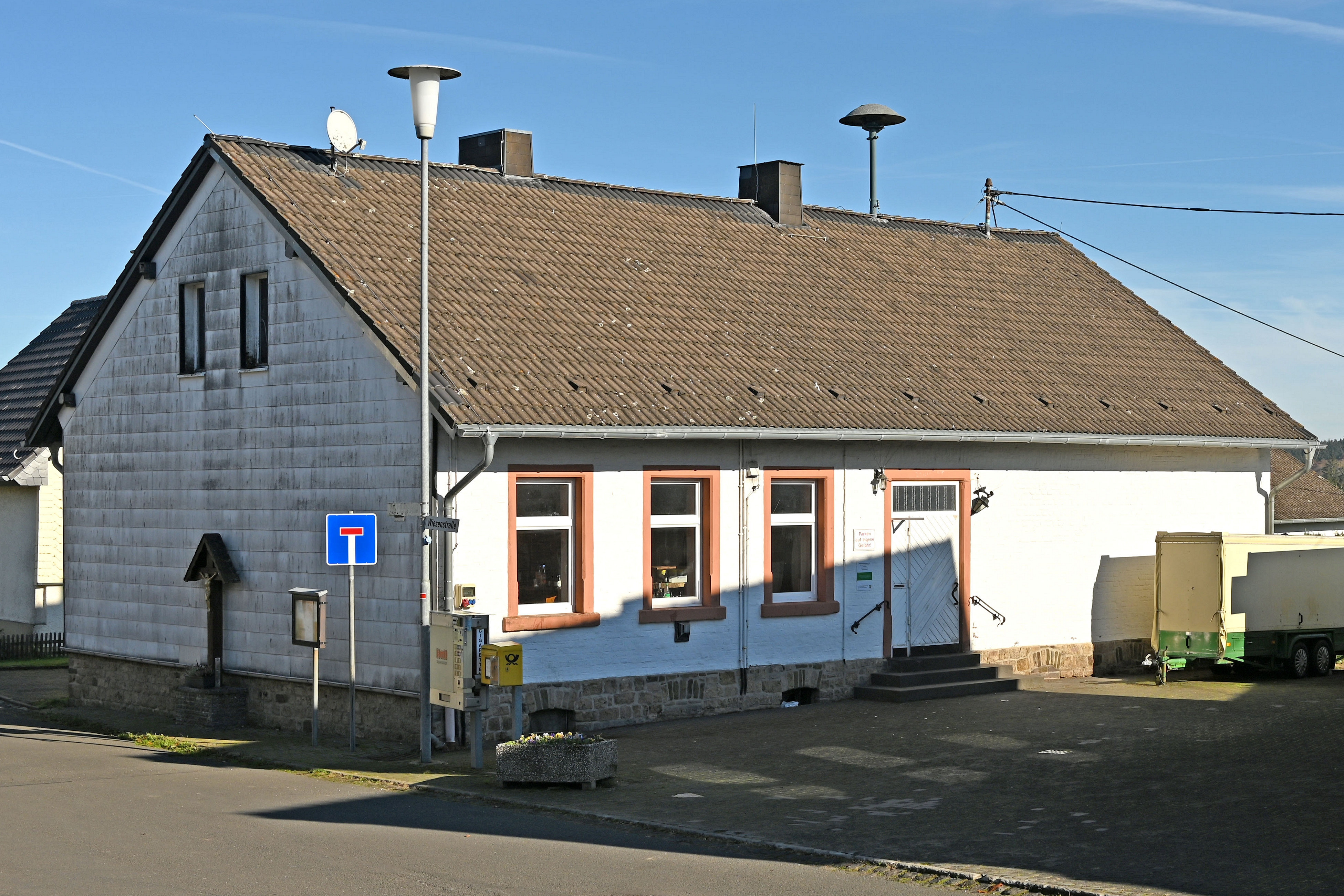
Alte Schule